# Frullania californica
Frullania californica là một loài rêu tản trong họ Jubulaceae. Loài này được (Austin ex Underw.) A. Evans miêu tả khoa học lần đầu tiên năm 1897.